# Парова (Нижньосілезьке воєводство)
Парова (пол. Parowa, нім. Tiefenfurt) — село в Польщі, у гміні Осечниця Болеславецького повіту Нижньосілезького воєводства. Парова розташована біля провінційної дороги № 350.
Населення — 982 особи (2011).
У 1975-1998 роках село належало до Єленьоґурського воєводства.

## Демографія
Демографічна структура станом на 31 березня 2011 року:
|          | Загалом | Допрацездатний вік | Працездатний вік | Постпрацездатний вік |
| -------- | ------- | ------------------ | ---------------- | -------------------- |
| Чоловіки | 492     | 101                | 359              | 32                   |
| Жінки    | 490     | 96                 | 299              | 95                   |
| Разом    | 982     | 197                | 658              | 127                  |

## Промисловість

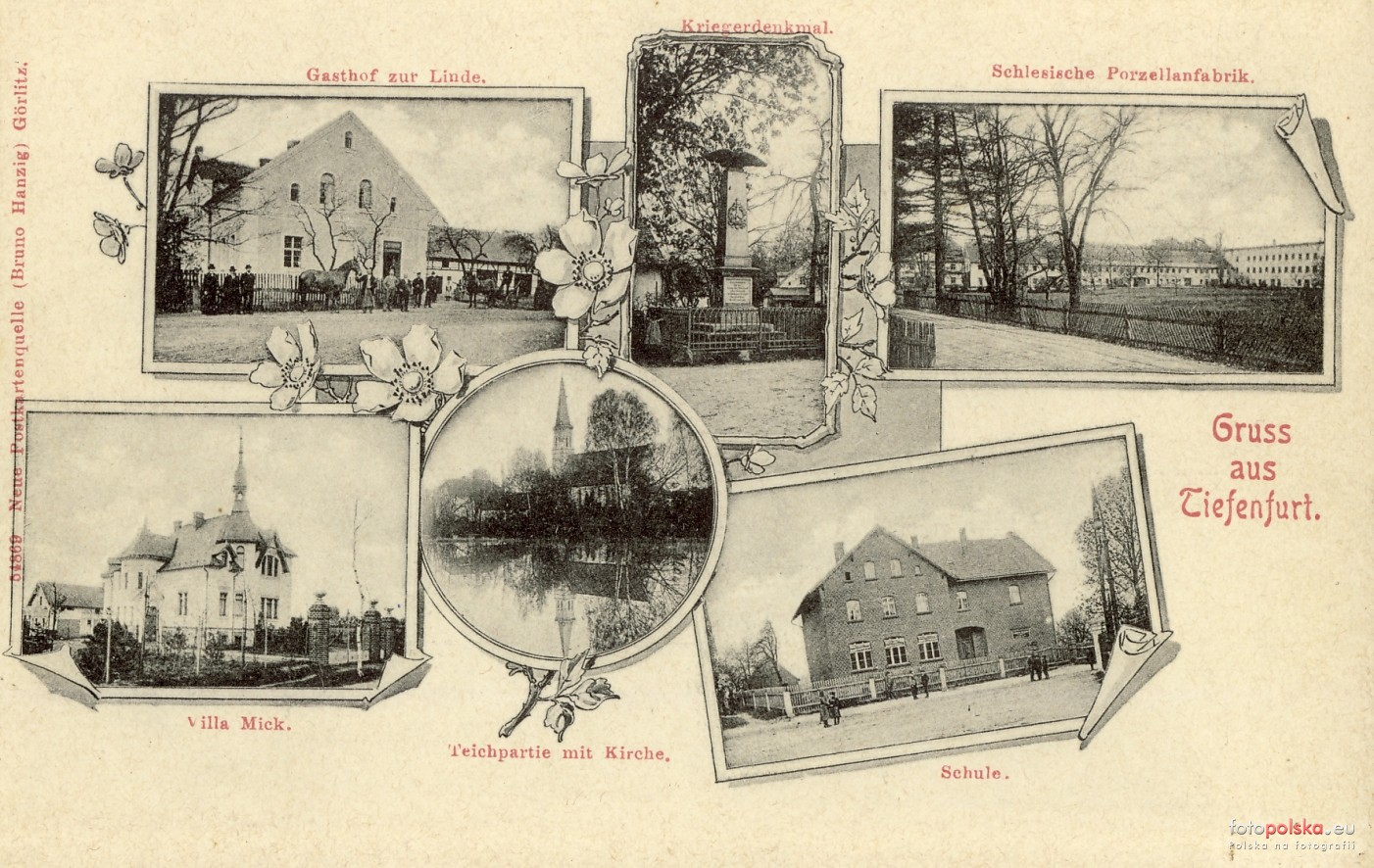
Тіфенфурт

До 1945 року в Тіфенфурті розміщувався Steinmann Schlesische Porzellanenfabrik відома своєю керамікою і порцеляною.
Перша фабрика порцеляни Тіфенфурта заснована Рейнхольдом Матхізеном в 1868 році. Однак у тому ж році був відкритий конкурентоспроможний завод Карлом Радісхом.Чотири роки опісля він об'єднався з виробництвом фаянсу (з 1832 року). З 1872 року Крістіан Матхізен почав виробництво порцеляни.У 1875 році директором став Куно Штайнманн, який у 1883 році купив завод Radisch. У 1901 році спадкоємці Штайнманна придбали також мануфактуру засновану Ch.Matthisena і через декілька років окремого бізнесу обидва заводи знову випускали продукцію разом.

## Пам'ятки
За даними регістра Національного інституту спадщини у список пам'ятників вписана церква Антонія Падуанського 1498.